# Johannes Popitz
Johannes Popitz, född 2 december 1884 i Leipzig, död 2 februari 1945 i Berlin-Plötzensee, var en tysk politiker.
Popitz inträdde i förvaltningstjänst 1910, var anställd i preussiska inrikesministeriet 1914–1918, därefter i riksfinansministeriet, ministerialdirektör där från 1921, statssekreterare 1925–1929, samt blev preussisk finansminister med kommissariska befogenheter 30 oktober 1932. Han behöll efter det nazistiska maktövertagandet den 30 januari 1933 sitt ämbete, och blev 21 augusti 1933 preussisk finansminister i Hermann Görings regering. Popitz var även från 1922 honorärprofessor i finansvetenskap, var en framstående expert på skatteväsen och utgav en mängd arbeten inom området.
Popitz befann sig bland de sammansvurna kring överste Stauffenberg och skulle ha blivit ny finans- och kultusminister om attentatet den 20 juli 1944 hade blivit framgångsrikt. Dagen därpå greps Popitz och dömdes till döden. Han avrättades genom hängning i februari 1945.